# Castanea seguinii
Castanea seguinii är en bokväxtart som beskrevs av Dode. Castanea seguinii ingår i släktet kastanjer, och familjen bokväxter. Inga underarter finns listade.

## Bildgalleri

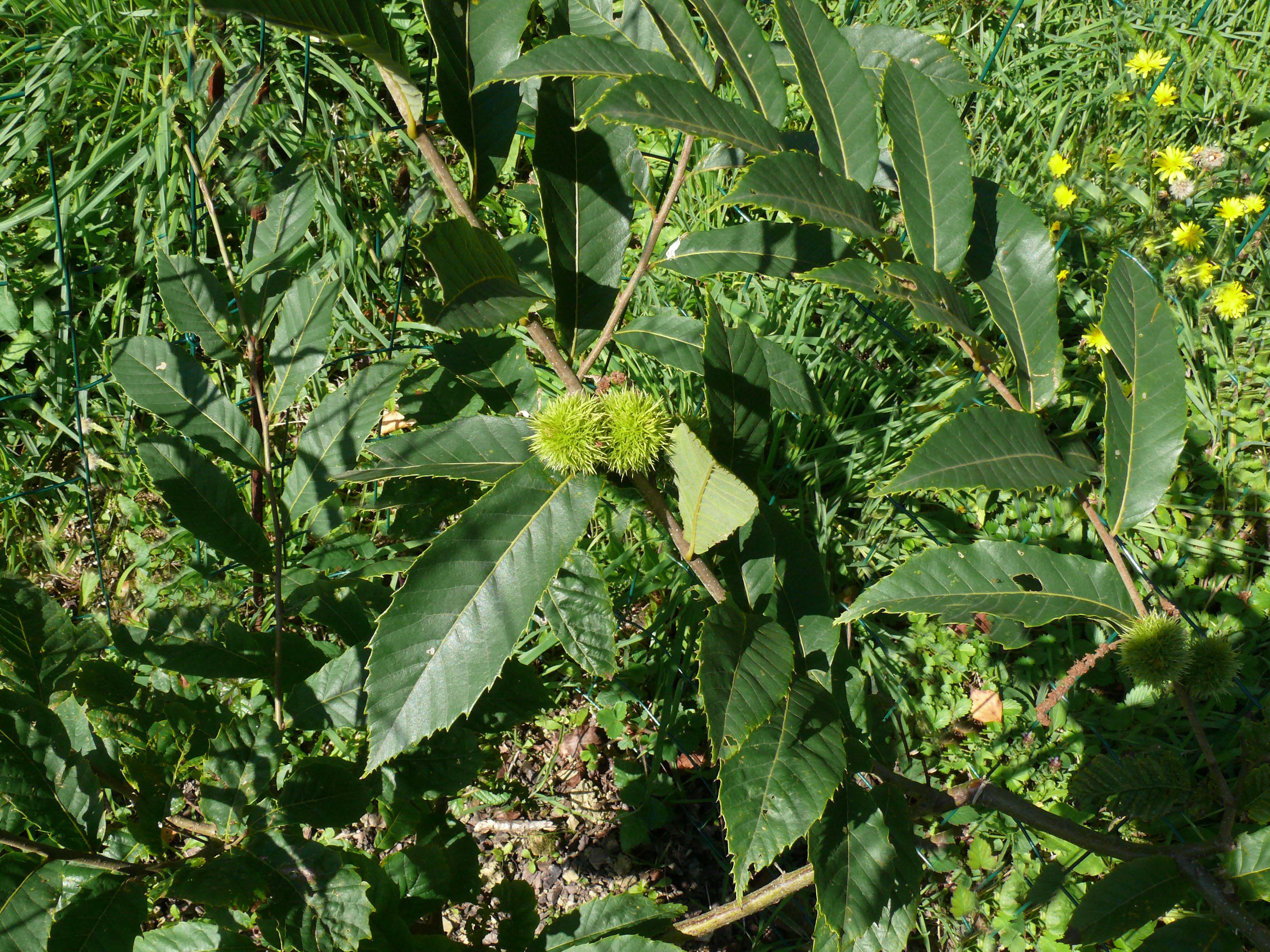
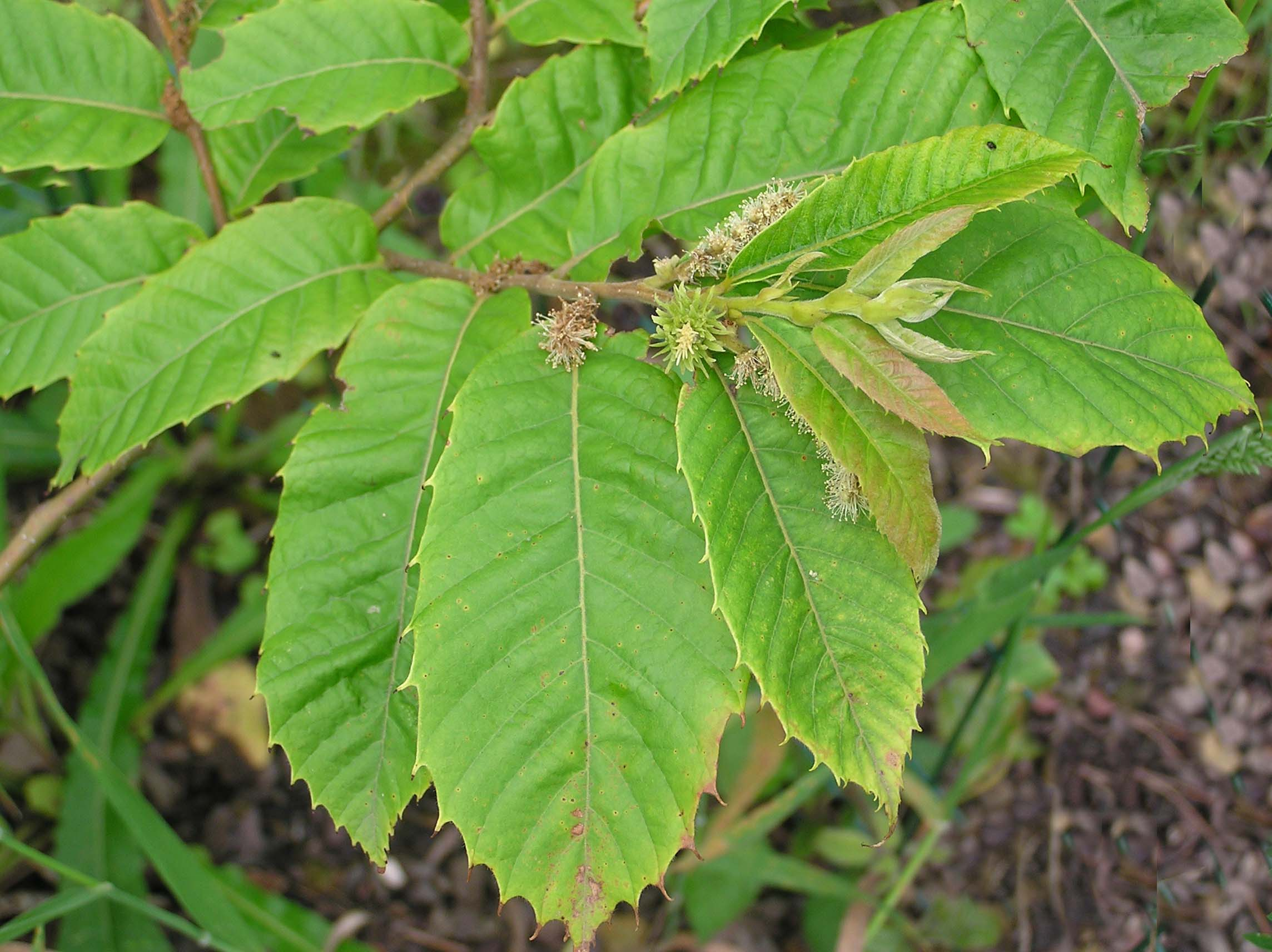
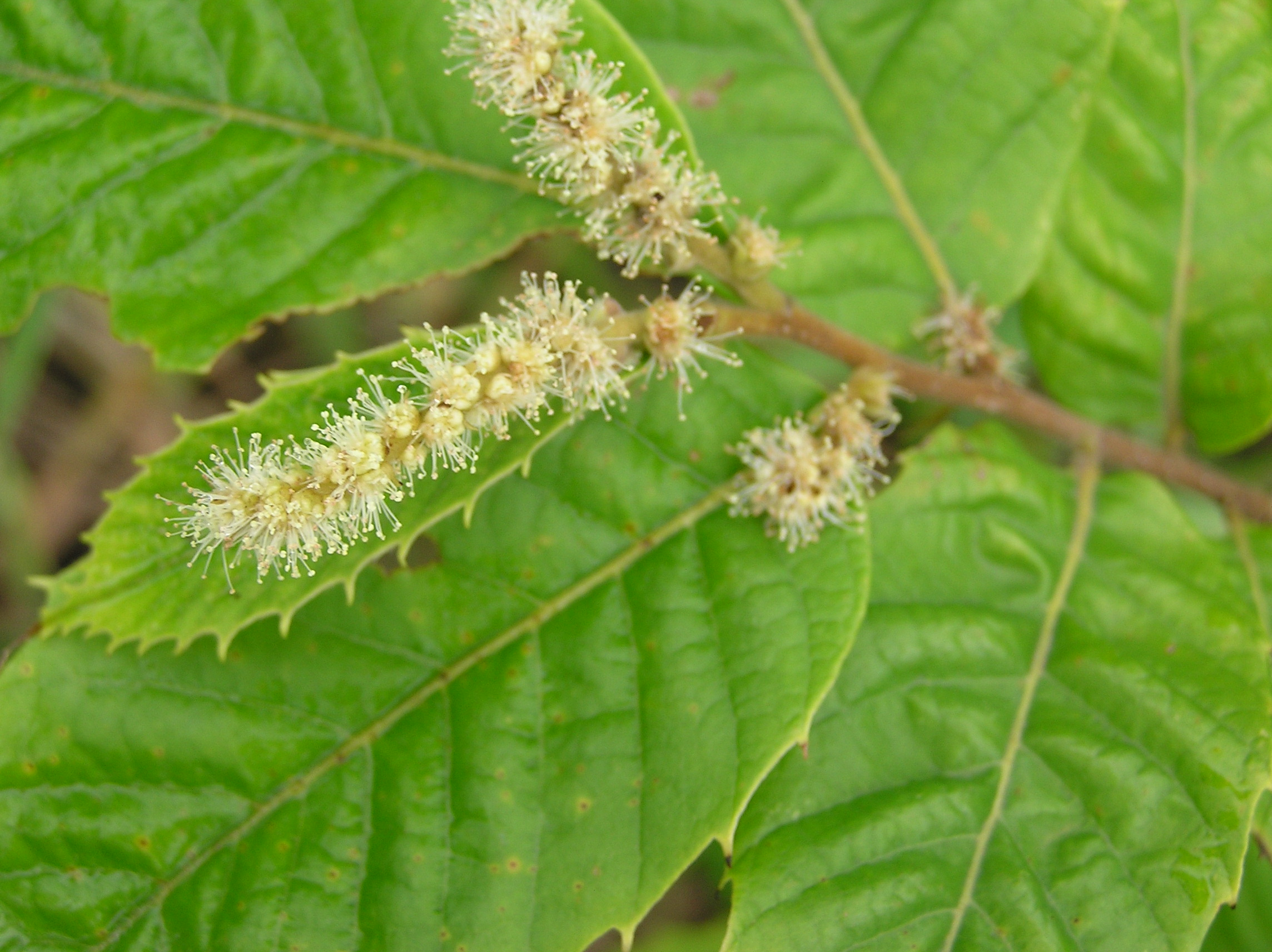